# Extractie (tandheelkunde)

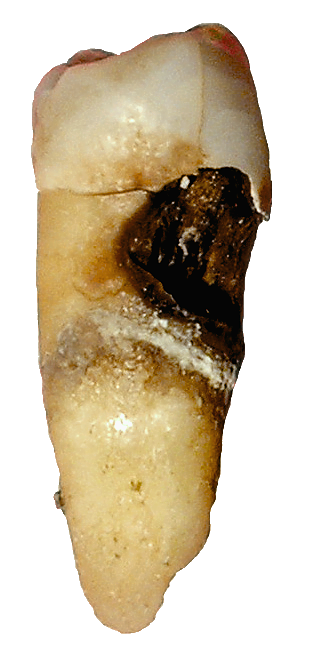
Getrokken, onherstelbaar aangetast gebitselement

Een tandheelkundige extractie in Masinloc (2013)

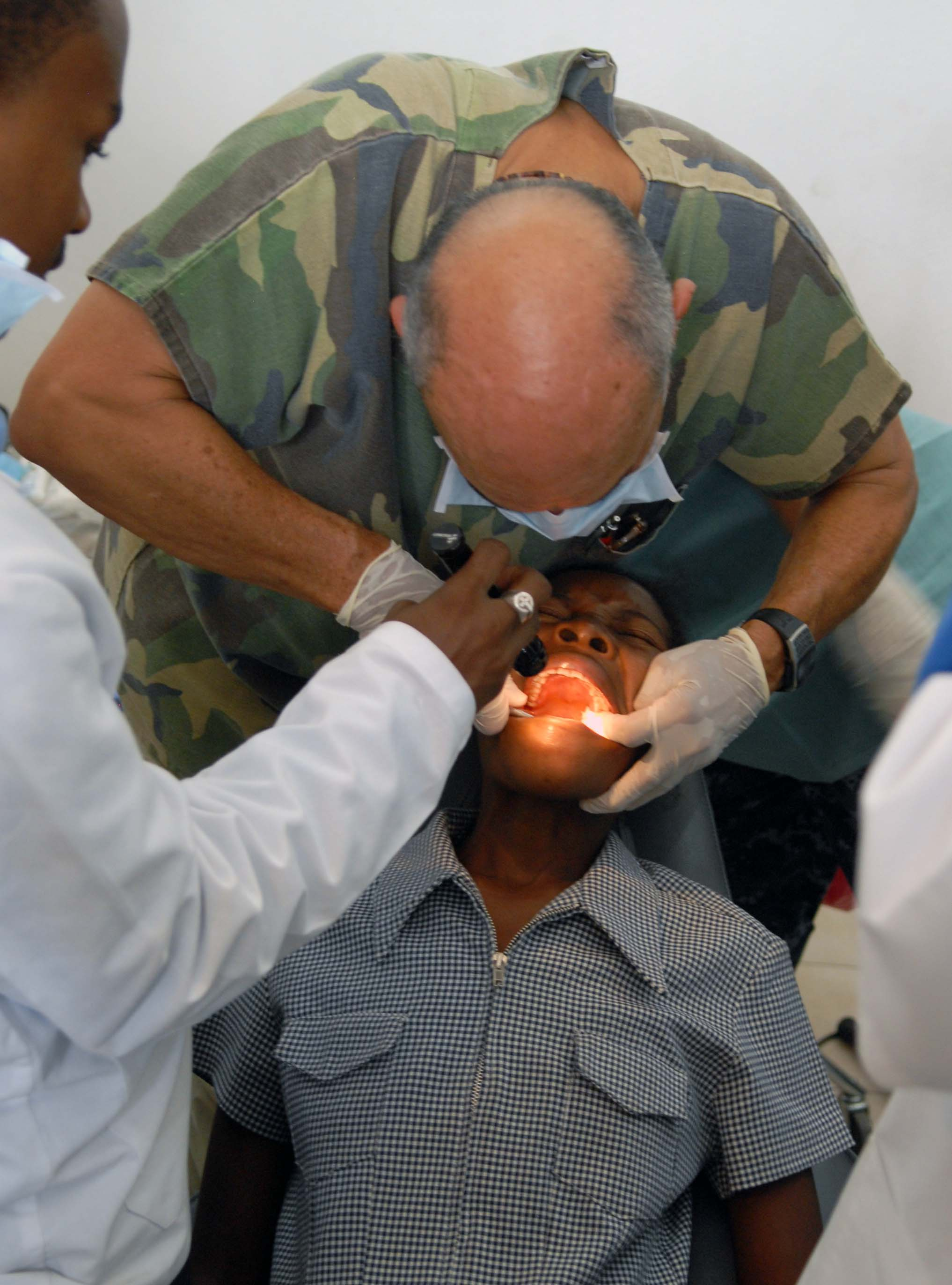
Een tandheelkundige extractie op Haïti (2009)

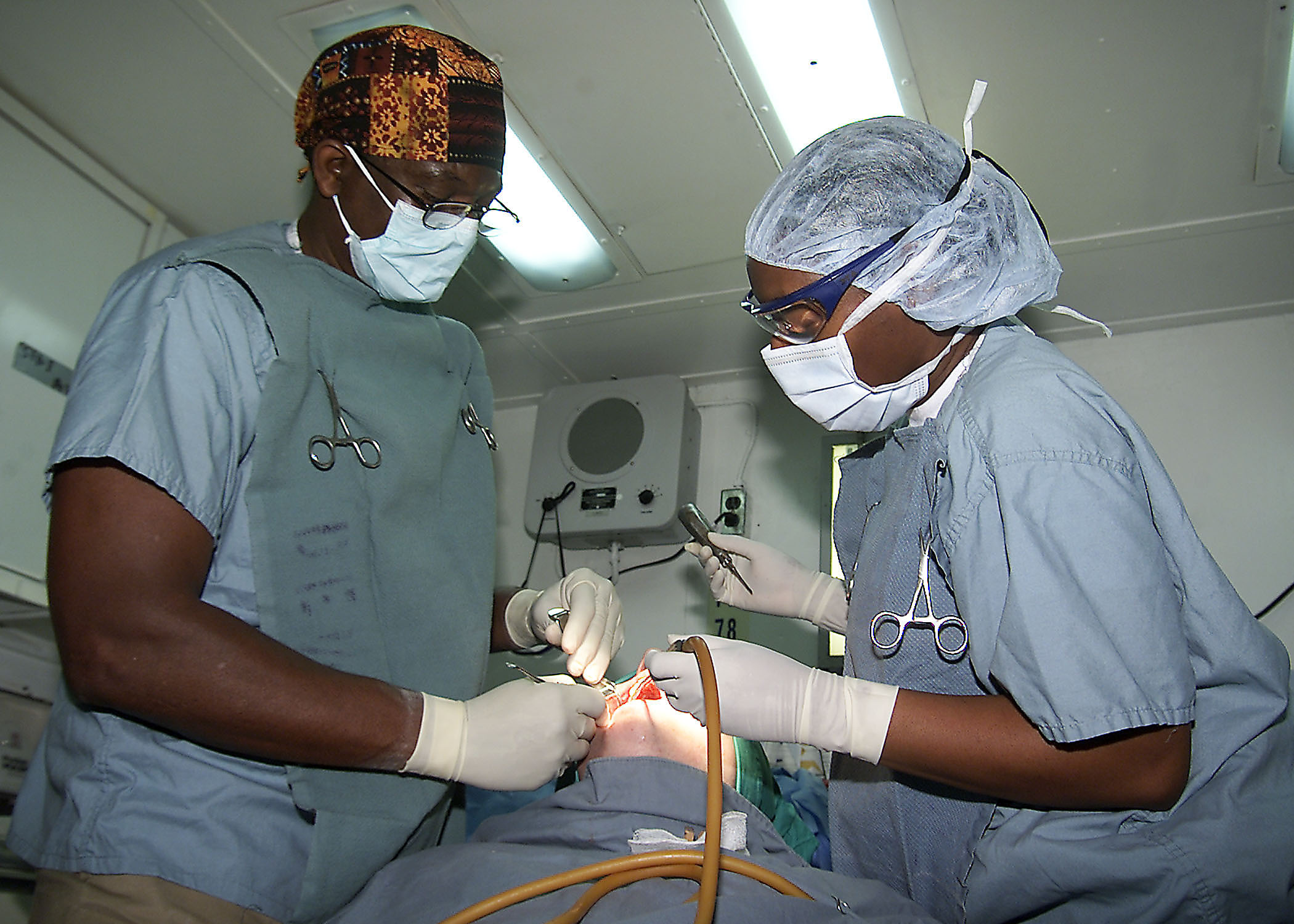
Extractie van een verstandskies bij de United States Navy (2003)

Extractie is een tandheelkundige ingreep die bestaat uit het verwijderen van een gebitselement (tand of kies).

## Geschiedenis
Het verwijderen van tanden en kiezen werd reeds in de klassieke oudheid beschreven. Door de eeuwen heen is het verwijderen van tanden en kiezen de meest gebruikte behandeling geweest in de tandheelkunde. Tegenwoordig wordt er steeds minder vaak besloten om een tand of kies te verwijderen. Het zo lang mogelijk behouden van de eigen tanden en kiezen wordt meer dan vroeger als de beste optie gezien.

## Redenen om tanden of kiezen te extraheren
Deze zijn onder andere:
- Vanwege scheve tandstand of te weinig ruimte in de kaak (orthodontie),
- vanwege onherstelbare cariës,
- vanwege onherstelbare parodontitis,
- vanwege onherstelbare zenuwkanaalproblemen,
- vanwege ingewikkelde breuken van de tand of kies,
- vanwege ontsteking rond een onvolledig doorgebroken verstandskies: pericoronitis,
- of omdat ze geen functie meer hebben en zo ver achter in de mond gelegen zijn dat het moeilijk of onmogelijk is om ze goed schoon te maken (met name verstandskiezen; van alle gebitselementen worden deze tegenwoordig nog het vaakst getrokken).

## Techniek van verwijdering
Tanden en kiezen zitten niet direct vast in het bot, maar zijn verbonden met vezels. Bij een extractie moeten door het heen en weer bewegen (luxeren) van het element eerst deze vezels scheuren, voordat het element los komt. Dit is het onaangename scheurende geluid / gevoel dat tijdens het trekken gehoord wordt. Afhankelijk van de botstructuur, waarin de tand of kies zich bevindt, zal voornamelijk naar één kant moeten worden geluxeerd.
Bij het verwijderen van voortanden, hoektanden en de premolaren onder wordt ook wel een rotatie beweging gemaakt om de vezels te scheuren. Ook een gedeeltelijke extractie is mogelijk, men spreekt dan van hemisectie. Daarbij wordt het gebitselement (met meerdere wortels) doormidden gefreesd, en daarna wordt één deel met bijbehorende wortel verwijderd. De rest van het element blijft zitten en kan dienen als pijlertand voor een brug. Bij ver gecarieerde multiradiculaire tanden (dit zijn tanden met meerdere wortels) moeten de wortels met een boor van elkaar gesepareerd worden en dan een na één verwijderd worden. Wanneer er een tandvleesflap nodig is en er ook tandbeen weggenomen moet worden spreekt men van een chirurgische extractie.

## Instrumenten bij extractie
Bij het extraheren gebruikt de tandarts of kaakchirurg vele soorten instrumenten. Een aantal hiervan zijn: tangen, hevels, elevatoren en syndesmotomen. Maar ook de boor wordt weleens gebruikt bij het extraheren van kiezen, om wortel een voor een te kunnen verwijderen.

### Extractietangen
Een extractietang bestaat altijd uit een bek, scharnier en een handvat. Met de bek van de tang kan de tand of kies gepakt worden. Er zijn vele soorten extractietangen. Zo zijn de extractietangen van de voortanden onder anders dan die van de voortanden boven. En ook de tangen van de voortanden zijn totaal anders dan die van de kleine kiezen en weer anders dan die van de grote kiezen. Zodra een tand of kies alleen nog maar bestaat uit een wortel, dan kan er gebruik worden gemaakt van een worteltang. Ook voor het verwijderen van melktand en of kiezen gebruikt men andere extractietangen.

### Hevel
Zodra een tand niet makkelijk met een extractietang te verwijderen is, zal over het algemeen overgegaan worden op een hevel. Een hevel bestaat uit een handvat met een blad. Het blad kan recht zijn of lepelvormig. 
Er bestaan rechte hevels, heidebrinkhevels of driehoekshevels.

### Excavatoren
Excavatoren worden vaak gebruikt bij het verwijderen van kleine wortelresten. Excavatoren zijn kleiner dan de extractietangen en de hevel en daardoor makkelijker in sommige situaties. Excavatoren hebben een handvat en vaak aan beide zijden een gebogen schacht met een klein scherp rond werkblad.

## Complicaties bij extractie
Over het algemeen verloopt extractie vrij makkelijk en zonder complicaties. Om een extractie zonder problemen te laten verlopen zal voor de daadwerkelijke extractie vaak een röntgenfoto moeten worden gemaakt. Zo kan men zien hoe de wortel van de tand of kies eruitziet. Ook zal de medische geschiedenis van de patiënt moeten worden doorgenomen. Zo zal bijvoorbeeld bij bepaalde anticoagulantia de tandarts beoordelen of een extractie zomaar gedaan kan worden. Toch kunnen er altijd complicaties optreden:
- Het kan zijn dat een klein wortelpuntje afbreekt en zo in de wond achterblijft bij de extractie. De (tand)arts kan het resterende stukje wortel weghalen met een ander instrument of kan besluiten het stukje wortel te laten zitten.
- Bij het verwijderen van een kies kan het zijn dat een klein stuk kaakbot meebreekt. Breuk van kleine stukjes kaakbot geneest vanzelf weer en behoeft geen verdere behandeling.
- Verwijdering van kiezen in de onderkaak kunnen beschadiging van zenuwen veroorzaken. Meestal herstellen de zenuwen weer na enige tijd, afhankelijk van de grootte van de beschadiging.
- Een enkele keer zal bij het verwijderen van kiezen in de bovenkaak een opening kunnen ontstaan tussen de extractiewond en de bovenkaaksholte. Door deze opening kan een ontsteking van deze holte ontstaan. Wanneer deze opening ontstaat zal een speciale techniek moeten worden gebruikt bij het hechten.

## Hechten
Afhankelijk van de grootte van de wond, welke tand er verwijderd is, hoe erg de wond bloedt, etc. zal de (tand)arts beslissen of een extractiewond gehecht moet worden.

## Wondgenezing
De extractiewond zal zich snel opvullen met bloed en zal korst vormen. De korst is vooral de dag van de extractie erg kwetsbaar en kan bij een spoelbeweging al reeds verloren gaan, waardoor de wond opnieuw zal bloeden. De (tand)arts heeft ook meestal bepaald advies, zoals bv. niet spoelen, om de wondgenezing ongestoord te laten verlopen. Zodra de genezing ongestoord verloopt zal na een week de wond vrijwel geheel genezen zijn. Soms ziet men nog een krater in het tandvlees en ook op de röntgenfoto is te zien dat bot niet helemaal ingegroeid is. Het kan enige maanden duren voordat de gevolgen van de wond geheel verdwenen zijn.

### Gestoorde wondgenezing
Gestoorde wondgenezing kan optreden doordat een klein stukje vulling, tand of afgebroken bot in de wond terecht is gekomen. Vaak zullen losgelaten stukjes bot vanzelf uit de wond komen. Ook kan het zijn dat er nog een stukje wortel in de wond zit. De (tand)arts moet dan besluiten of het wenselijk is om dit achtergebleven wortelrestje alsnog te verwijderen. Ook kan het zijn dat het bloedstolsel uit de wond komt. Zodra er geen nieuw bloedstolsel gevormd kan worden, dan zal er een oppervlakkige ontsteking van het kaakbot ontstaan. Vaak zal de wond dan moeten worden uitgespoeld met water of 1,5 % waterstofperoxide (H2O2). Soms wordt er ook een tampon gedrenkt in jodium, in de wond gedaan. Na behandeling van een gestoorde wondgenezing zal de wond zich toch herstellen, dit zal echter langer duren dan bij een normale wondgenezing.

## Na een extractie
Na een extractie is een persoon op die plek tandeloos. In overleg met zijn of haar tandarts kan gezocht worden naar een tandheelkundige oplossing om de tand of kies te vervangen. Soms hoeft er geen vervanging te komen en zal de persoon op die plek tandeloos blijven, dit is vaak met verstandskiezen het geval.